# Mark Arcobello
Mark Arcobello (né le 12 août 1988 à Milford dans l'État du Connecticut aux États-Unis) est un joueur professionnel américain de hockey sur glace. Il évolue au poste d'attaquant.

## Biographie

### Carrière en club
Mark Arcobello commence sa carrière avec l'équipe universitaire de hockey des Bulldogs de Yale dans le Connecticut, pour qui il joue durant quatre saisons (de 2006 à 2010). La saison suivante (2010-2011), il rejoint l'équipe professionnelle de Stockton en ECHL puis celle des Barons d'Oklahoma City de la Ligue américaine de hockey. Il évolue pour cette dernière lors des saisons 2010-2011, 2011-2012 et 2012-2013. Il termine meilleur pointeur de son équipe lors de la saison régulière 2012-2013 en inscrivant 68 points (22 buts et 46 assistances) en 74 rencontres.
Le 6 février 2013, il joue son premier match dans la Ligue nationale de hockey pour les Oilers d'Edmonton face aux Stars de Dallas. Il évolue avec les Oilers durant les saisons suivantes avant de rejoindre l'équipe des Predators de Nashville le 29 décembre 2014 en échange de Derek Roy. Au bout de quatre matchs avec les Predators, il est envoyé au ballotage puis réclamé par les Penguins de Pittsburgh le 14 janvier 2015. Il joue dix matchs avec les Penguins avant d'être envoyé une nouvelle fois au ballotage et réclamé par les Coyotes de l'Arizona le 11 février. Il devient ainsi le troisième joueur de l'histoire de la LNH à jouer pour quatre équipes différentes lors d'une même saison après Dennis O'Brien en 1977-1978 et Dave McLlwain en 1991-1992.
Bien qu'il aurait pu devenir agent libre restreint, il est laissé libre par les Coyotes qui décident de ne pas retenir les droits sur le joueur et signe un contrat d'un an pour 1,1 million de dollars avec les Maple Leafs de Toronto. Il s'agit d'une cinquième équipe pour Arcobello en moins d'un an.

## Statistiques

### En club
| Saison     | Équipe                 | Ligue      |     | Saison régulière | Saison régulière | Saison régulière | Saison régulière | Saison régulière |    | Séries éliminatoires | Séries éliminatoires | Séries éliminatoires | Séries éliminatoires | Séries éliminatoires |
| Saison     | Équipe                 | Ligue      | PJ  | B                | A                | Pts              | Pun              | PJ               | B  | A                    | Pts                  | Pun                  |                      |                      |
| 2006-2007  | Bulldogs de Yale       | ECAC       | 29  | 10               | 14               | 24               | 49               | -                | -  | -                    | -                    | -                    |                      |                      |
| 2007-2008  | Bulldogs de Yale       | ECAC       | 34  | 7                | 14               | 21               | 40               | -                | -  | -                    | -                    | -                    |                      |                      |
| 2008-2009  | Bulldogs de Yale       | ECAC       | 34  | 17               | 18               | 35               | 68               | -                | -  | -                    | -                    | -                    |                      |                      |
| 2009-2010  | Bulldogs de Yale       | ECAC       | 34  | 15               | 21               | 36               | 46               | -                | -  | -                    | -                    | -                    |                      |                      |
| 2010-2011  | Thunder de Stockton    | ECHL       | 33  | 7                | 13               | 20               | 10               | -                | -  | -                    | -                    | -                    |                      |                      |
| 2010-2011  | Barons d'Oklahoma City | LAH        | 26  | 11               | 11               | 22               | 4                | 6                | 1  | 1                    | 2                    | 0                    |                      |                      |
| 2011-2012  | Barons d'Oklahoma City | LAH        | 73  | 17               | 26               | 43               | 28               | 14               | 5  | 8                    | 13                   | 6                    |                      |                      |
| 2012-2013  | Oilers d'Edmonton      | LNH        | 1   | 0                | 0                | 0                | 0                | -                | -  | -                    | -                    | -                    |                      |                      |
| 2012-2013  | Barons d'Oklahoma City | LAH        | 74  | 22               | 46               | 68               | 48               | 17               | 12 | 8                    | 20                   | 14                   |                      |                      |
| 2013-2014  | Oilers d'Edmonton      | LNH        | 41  | 4                | 14               | 18               | 8                | -                | -  | -                    | -                    | -                    |                      |                      |
| 2013-2014  | Barons d'Oklahoma City | LAH        | 15  | 10               | 18               | 28               | 6                | -                | -  | -                    | -                    | -                    |                      |                      |
| 2014-2015  | Oilers d'Edmonton      | LNH        | 36  | 7                | 5                | 12               | 12               | -                | -  | -                    | -                    | -                    |                      |                      |
| 2014-2015  | Predators de Nashville | LNH        | 4   | 1                | 0                | 1                | 0                | -                | -  | -                    | -                    | -                    |                      |                      |
| 2014-2015  | Penguins de Pittsburgh | LNH        | 10  | 0                | 2                | 2                | 2                | -                | -  | -                    | -                    | -                    |                      |                      |
| 2014-2015  | Coyotes de l'Arizona   | LNH        | 27  | 9                | 7                | 16               | 6                | -                | -  | -                    | -                    | -                    |                      |                      |
| 2015-2016  | Maple Leafs de Toronto | LNH        | 20  | 3                | 1                | 4                | 0                | -                | -  | -                    | -                    | -                    |                      |                      |
| 2015-2016  | Marlies de Toronto     | LAH        | 49  | 25               | 34               | 59               | 22               | 15               | 2  | 9                    | 11                   | 2                    |                      |                      |
| 2016-2017  | CP Berne               | LNA        | 50  | 25               | 30               | 55               | 30               | 16               | 8  | 12                   | 20                   | 12                   |                      |                      |
| 2017-2018  | CP Berne               | LNA        | 46  | 18               | 29               | 47               | 39               | 11               | 5  | 5                    | 10                   | 0                    |                      |                      |
| 2018-2019  | CP Berne               | LNA        | 49  | 21               | 32               | 53               | 79               | 18               | 7  | 7                    | 14                   | 4                    |                      |                      |
| 2019-2020  | CP Berne               | LNA        | 50  | 15               | 33               | 48               | 22               | -                | -  | -                    | -                    | -                    |                      |                      |
| 2020-2021  | HC Lugano              | LNA        | 52  | 13               | 35               | 48               | 58               | 5                | 1  | 4                    | 5                    | 20                   |                      |                      |
| Totaux LNH | Totaux LNH             | Totaux LNH | 139 | 24               | 29               | 53               | 28               | -                | -  | -                    | -                    | -                    |                      |                      |

### En équipe nationale
| Année | Équipe     | Compétition          |    | PJ | B | A | Pts | Pun                |  | Résultat |
| 2015  | États-Unis | Championnat du monde | 10 | 1  | 2 | 3 | 0   | Médaille de bronze |  |          |
| 2018  | États-Unis | Jeux olympiques      | 5  | 1  | 1 | 2 | 2   | 7e place           |  |          |